# Mihalț
Mihalț – wieś w Rumunii, w okręgu Alba, w gminie Mihalț. W 2011 roku liczyła 2013 mieszkańców.